# NBA 2K8
《NBA 2K8》是一款由Visual Concepts公司制作、2K Sports发行的篮球类电子游戏。本游戏于2007年10月2日首先发行。游戏在索尼PlayStation 2、PlayStation 3和Xbox 360发行。本游戏是NBA 2K系列的第9作。
本游戏是根据美国NBA篮球而制作。在游戏中，玩家可以进行多种游戏模式。
游戏收到普遍赞誉的评价。《IGN》给予本游戏PS2版本7.5/10的分数。